# جبل جينجيش تشوكوسو
جينجيش تشوكوسو (القرغيزية: Жеңиш чокусу، Ceñiş çoqusu، جەڭىش چوقۇسۇ، (بالصينية المبسطة: 托木尔峰; بالصينية التقليدية: 托木爾峰)؛ الروسية: Пик Победы ، بيك بوبيدي) هو أعلى جبل في مجموعة جبال تيان شان بارتفاع يصل إلى 7,439 متر (24,406 قدم) . يقع الجبل على الحدود بين قيرغيزستان والصين بين بلدية أك سو، في منطقة إيسيك كول في أقصى شرقى قيرغيزستان ومقاطعة وينسو، شينجيانغ في الصين. والجبل يعد جزءاً من جبال كاكشال تو وهي أعلى جزء من مجموعة جبال تيان شان وتقع جنوب شرق بحيرة إيسك كول.

## الأسماء
الاسم الرسمي للجبل في قيرغيزستان هو جينجيش تشوكوسو، والذي يعني «قمة النصر»؛ أما اسمه الروسي فهو بيك بوبيدا Pik Pobedy (أو Peak Pobeda) والذى يحمل نفس معنى الاسم الأصلى. أما في الأويغوار، فيطلق عليه تمور Tömür ، والذى يعتبر أيضًا الاسم الرسمي للجبل في الصين. أما الاسم الصيني (تمور فينج) Tuōmù'ěr Fēng (بالصينية المبسطة)، فهو مزيج من الكلمة الأيغوارية (تمور)، وهذا يعني 'الحديد' والكلمة الصينية (فنغ) والتي تعنى «القمة».

## الوصف
جينجيش تشوكوسو هو كتلة صخرية تضم العديد من القمم على طول سلسلة التلال الطويلة. فقط قمتها الرئيسية تتخطي 7000 م. تقع علي بعد 16 كيلومتر (9.9 ميل) جنوب غرب خان تنجري (7,010   م / 22998   قدم)، مفصولة بالجليد الجنوبي Engilchek ، حيث توجد المعسكرات لكلا الجبلين عادة.
تمتد الكتلة الصخرية بزاوية قائمة حتى الأنهار الجليدية التي تنبع منه إلى ثلاثة وديان في جبال الألب في قيرغيزستان في الشمال، وكلها في نهاية تصب في نهر إنجليشك الجليدي والذى يعد أكبر الأنهار في تيان شان. عادة ما يتم الوصول ألى القمة الرئيسية انطلاقا من النهر الجليدي Zvozdochka والتي تعنى بالروسية «النجم الصغير»، والذى يتلون باللون الأحمر بسبب صخور جبل جينجيش تشوكوسو.
من الناحية الإدارية فإن الجانب القرغيزي من الجبل يقع في منطقة Ak-Suu إيسيك كول. أما الجانب الصيني، فإنه يقع في مقاطعة Wensu في محافظة Aksu في منطقة Xinjiang Uyghur التى تتمتع بحكم ذاتى.

## السجلات

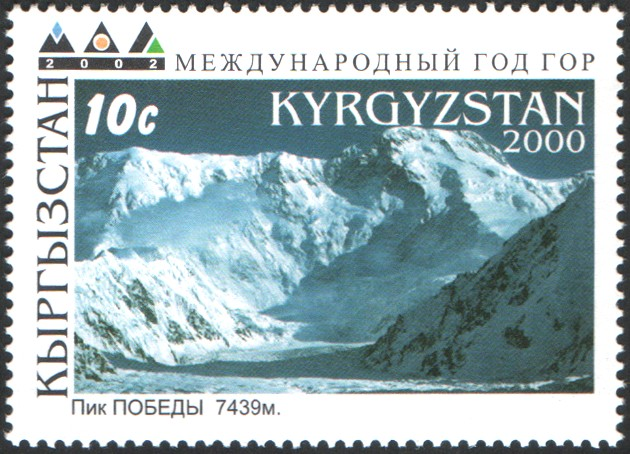
جينجيش تشوكوسو (Pobeda Peak) على طابع قيرغيزستان.

يعتبر جبل جينجيش تشوكوسو هو أعلى جبل في قيرغيزستان. ويعتبره الجيولوجيون أكثر الجبال اتجاها نحو جهة الشمال في العالم والتي يبلغ ارتفاعها 7000 متر. القمة الصخرية الفعلية لخان تنغري تعتبر ثالث أعلى قمة في تيان شان وهي تقع علي ارتفاع 6,995 متر فوق مستوى سطح البحر، وذلك برغم أن طبقة سميكة من الجليد تضيف 15 مترًا أخرى إلى ارتفاعها، بحيث يصنفها متسلقو الجبال على أنها 7000 متر.
يحتل نهر انجلشك الجليدى الجنوبي وتفرعاته الجليدية الجانب الشمالي بأكمله من قمة جينجيش تشوكوسو. ويعد هذا النهر الجليدي، والذى يبلغ طوله حاليًا 60.5   كم، هو سادس أطول نهر خارج المناطق القطبية في العالم.

## التاريخ

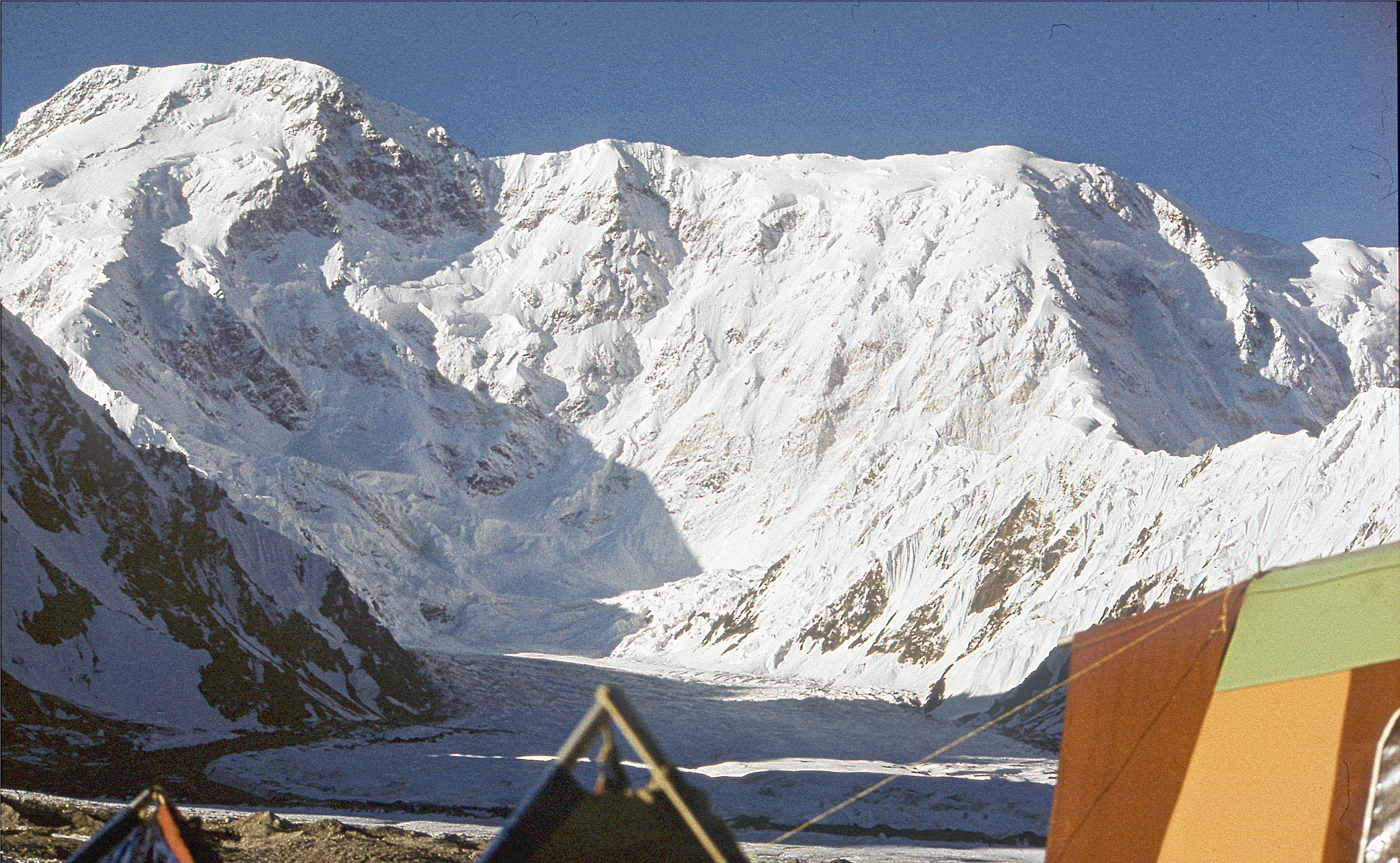
القمة في عام 1987. تصوير جان كوناب.

وعلى الرغم من أن جينجيش تشوكوسو ارتفاعه أكثر من 400 متر، كان يعتقد ان خان تنغري أعلى قمة في النطاق حتى مسح جينجيش تشوكوسو عام 1946.
زعمت حملة استكشافية سوفيتية في عام 1938، بمناسبة الذكرى العشرين لتأسيس حركة الشباب الشيوعي كومسومول، أنها تسلقت أعلى قمة في المنطقة، وقد وصل إلى القمة في 19 سبتمبر L.Gutman و E. Ivanov و A. Sidorenko . وقد قدروا رتفاع الجبل بـ 6900 متر، و قد اسموا قمة الجبل Pik 20-ti letiya Komsomola (ذروة الذكرى العشرين لكومسومول).
توصل مسح أجراه فريق آخر في عام 1943 أن القمة تبلغ ارتفاعها 7439 مترًا. أعيدت تسمية الفمة باسم Pik Pobedy (قمة النصر) في عام 1946 لإحياء ذكرى النصر السوفياتي في الحرب العالمية الثانية. وقد أدى الاختلاف الكبير في الارتفاع إلى التشكيك في الصعود المزعوم عام 1938، وذلك على الرغم من أن الموقف السوفييتي الرسمي كان داعما لهذا الصعود.
أما المحاولة واشعة النطاق التي أجريت، عام 1955، فقد كانت كارثية، وذلك عندما قتل 11 من أفراد البعثة في عاصفة ثلجية. أما أول أول صعود مثبت على الإطلاق لجبل جينجش شوكوسو فقد كان في عام 1956 من قبل حزب فيتالي أبالاكوف.
تسلقت بعثة صينية إلى قمة الجبل من الجانب الصيني في عام 1977: ولم يذكر كتاب البعثة الصعود الروسي الأول مما يعطي انطباع بأن البعثة الصينية كانت أول الصاعدين.
أول صعود شتوي للقمة فقد قام به فاليري خريشتشاتي وأناتولي بوكريف وذلك في فبراير 1990. أما أول صعود سريع من قبل شخص واحد للقمة فقد سجل باسم بوكريف في أغسطس 1990.  

## روابط خارجية
- خرائط الطريق
- فيديو جوي افتراضي لـ Jengish Chokusu نسخة محفوظة 1 مايو 2019 على موقع واي باك مشين.